# Lepanus ovatus
Lepanus ovatus là một loài bọ cánh cứng trong họ Bọ hung (Scarabaeidae).